# Гранд-Айл (Луїзіана)
Гранд-Айл (англ. Grand Isle) — місто (англ. town) в США, в окрузі Джефферсон штату Луїзіана. Населення — 1005 осіб (2020).

## Географія
Гранд-Айл розташований за координатами 29°12′46″ пн. ш. 90°1′45″ зх. д. / 29.21278° пн. ш. 90.02917° зх. д. (29.212857, -90.029115).  За даними Бюро перепису населення США в 2010 році місто мало площу 21,17 км², з яких 16,59 км² — суходіл та 4,58 км² — водойми.

### Клімат
Місто знаходиться у зоні, котра характеризується вологим субтропічним кліматом. Найтепліший місяць — липень із середньою температурою 28.4 °C (83.2 °F). Найхолодніший місяць — січень, із середньою температурою 13.9 °С (57 °F).
| Клімат Гранд-Айла       | Клімат Гранд-Айла | Клімат Гранд-Айла | Клімат Гранд-Айла | Клімат Гранд-Айла | Клімат Гранд-Айла | Клімат Гранд-Айла | Клімат Гранд-Айла | Клімат Гранд-Айла | Клімат Гранд-Айла | Клімат Гранд-Айла | Клімат Гранд-Айла | Клімат Гранд-Айла | Клімат Гранд-Айла |
| Показник                | Січ.              | Лют.              | Бер.              | Квіт.             | Трав.             | Черв.             | Лип.              | Серп.             | Вер.              | Жовт.             | Лист.             | Груд.             | Рік               |
| Абсолютний максимум, °C | 29,4              | 27,8              | 29,4              | 32,2              | 35,6              | 37,8              | 37,8              | 38,3              | 36,1              | 35,6              | 30,6              | 31,1              | 38,3              |
| Середній максимум, °C   | 18,4              | 19,2              | 21,9              | 25,4              | 29,1              | 31,8              | 32,7              | 32,8              | 31                | 27,7              | 22,2              | 19,2              | 25,9              |
| Середня температура, °C | 13,9              | 14,6              | 17,2              | 21,1              | 24,8              | 27,8              | 28,4              | 28,4              | 26,9              | 22,6              | 17,3              | 14,3              | 21,4              |
| Середній мінімум, °C    | 9,3               | 9,7               | 12,2              | 16,8              | 20,4              | 23,7              | 24,1              | 24,1              | 22,8              | 17,6              | 12,9              | 9,4               | 16,9              |
| Абсолютний мінімум, °C  | −8,9              | −7,2              | 0                 | 5,6               | 8,3               | 18,3              | 17,8              | 19,4              | 12,2              | 5,6               | −1,1              | −3,3              | −8,9              |
| Норма опадів, мм        | 120               | 125               | 112               | 102               | 71                | 148               | 191               | 171               | 148               | 114               | 98                | 111               | 1509              |
| Днів з опадами          | 8                 | 7                 | 6                 | 5                 | 5                 | 9                 | 11                | 10                | 9                 | 5                 | 5                 | 7                 | 87                |
| ----------------------- | ----------------- | ----------------- | ----------------- | ----------------- | ----------------- | ----------------- | ----------------- | ----------------- | ----------------- | ----------------- | ----------------- | ----------------- | ----------------- |
| Джерело: Weatherbase    |                   |                   |                   |                   |                   |                   |                   |                   |                   |                   |                   |                   |                   |

## Демографія
Згідно з переписом 2010 року, у місті мешкало 1296 осіб у 565 домогосподарствах у складі 340 родин. Густота населення становила 61 особа/км².  Було 1945 помешкань (92/км²).
Расовий склад населення:
| - 93,7 % — білих - 2,2 % — корінних американців - 0,8 % — чорних або афроамериканців - 0,2 % — азіатів - 1,1 % — осіб інших рас |

До двох чи більше рас належало 2,1 %. Частка іспаномовних становила 3,9 % від усіх жителів.
За віковим діапазоном населення розподілялося таким чином: 17,3 % — особи молодші 18 років, 65,7 % — особи у віці 18—64 років, 17,0 % — особи у віці 65 років та старші. Медіана віку мешканця становила 46,8 року. На 100 осіб жіночої статі у місті припадало 114,9 чоловіків;  на 100 жінок у віці від 18 років та старших — 113,1 чоловіків також старших 18 років.
Середній дохід на одне домашнє господарство  становив 47 372 долари США (медіана — 42 841), а середній дохід на одну сім'ю — 52 368 доларів (медіана — 47 870). За межею бідності перебувало 17,0 % осіб, у тому числі 18,1 % дітей у віці до 18 років та 19,3 % осіб у віці 65 років та старших.
Цивільне працевлаштоване населення становило 449 осіб. Основні галузі зайнятості: публічна адміністрація — 13,6 %, сільське господарство, лісництво, риболовля — 12,9 %, транспорт — 11,4 %, фінанси, страхування та нерухомість — 11,1 %.